# Antonio Draghi

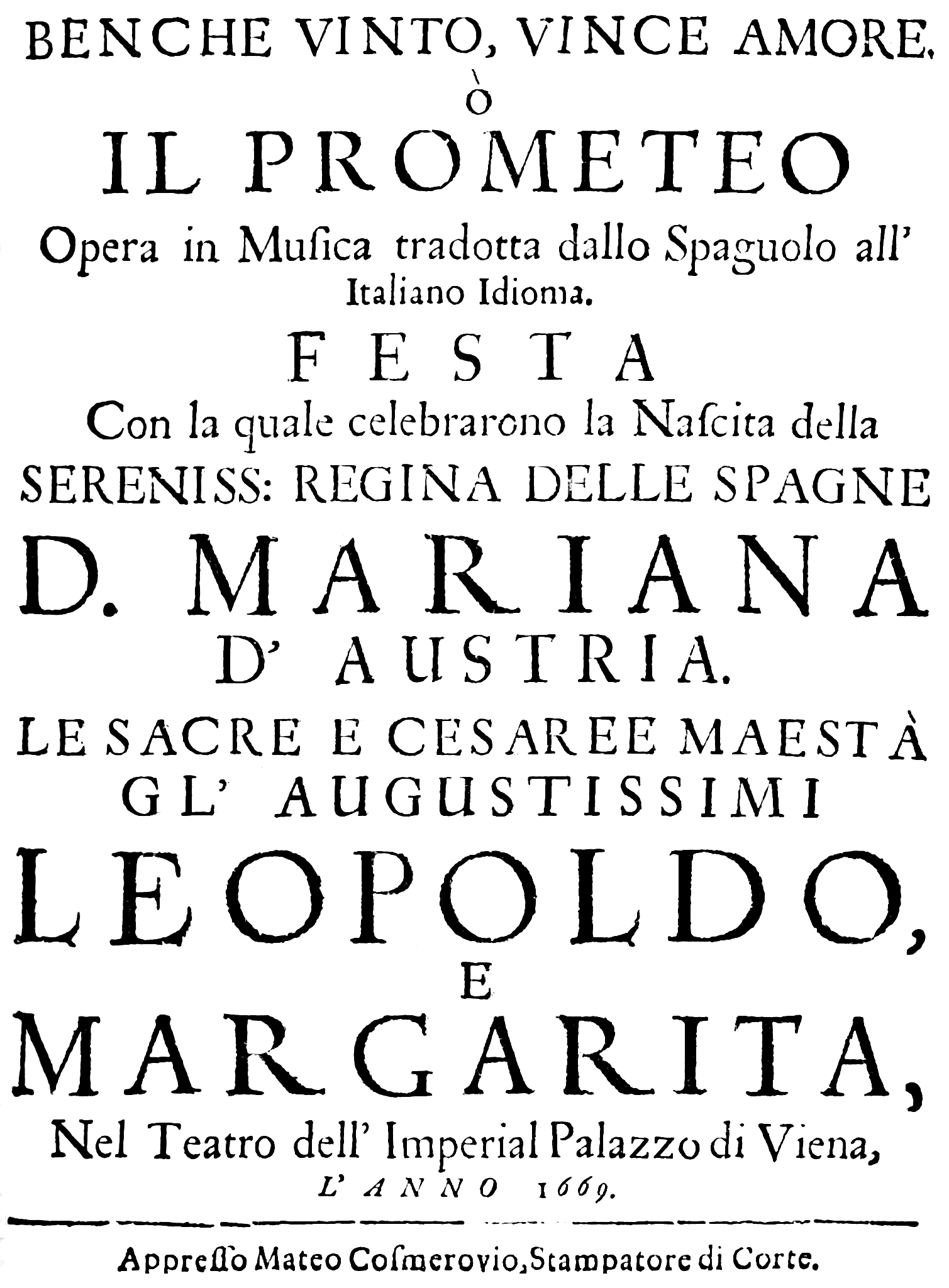
El Prometeo, libretto z 1669

Antonio Draghi (ur. 17 stycznia 1634 w Rimini, zm. 16 stycznia 1700 w Wiedniu) – włoski kompozytor i librecista barokowy, działający w Wiedniu na zaproszenie cesarza Leopolda I Habsburga.

## Życiorys
Draghi urodził się w Rimini w Emilii-Romanii w 1634. Karierę muzyczną rozpoczął jako chórzysta w Padwie. W 1657 wystąpił w operach La fortuna di Rodope oraz Damira granych w Wenecji. Pierwszym napisanym przez Draghiego librettem była La mascherata w 1666. Dwa lata później artysta został zaproszony do Wiednia przez Leopolda I Habsburga. Pozostał w Wiedniu aż do śmierci w 1700. Został pochowany w katedrze św. Szczepana. Draghi przyczynił się do rozwoju wiedeńskiej muzyki operowej, był płodnym kompozytorem. Spod jego pióra wychodziły też utwory sakralne przeznaczone na chór i orkiestrę.
Światowa prapremiera oratorium Il terremoto Antoniego Draghiego, napisanego na zamówienie cesarza Leopolda I w 1683 odbyła się w Krakowie w kościele św. Katarzyny Aleksandryjskiej 12 kwietnia 2017 podczas festiwalu Misteria Paschalia.